# Bizzarone
Bizzarone är en ort och kommun i provinsen Como i regionen Lombardiet i Italien. Kommunen hade 1 654 invånare (2018).